# Erioptera cristata
Erioptera cristata är en tvåvingeart som beskrevs av Alexander 1956. Erioptera cristata ingår i släktet Erioptera och familjen småharkrankar.
Artens utbredningsområde är Kenya. Inga underarter finns listade i Catalogue of Life.